# Badalhoca
Antônio Carlos Gueiros Ribeiro (Rio de Janeiro, 5 de outubro de 1957), mais conhecido pelo apelido Badalhoca, é um jogador de voleibol brasileiro. Participou da equipe vencedora da medalha de prata nas Olimpíadas de 1984.